# رهبران جوان جهانی

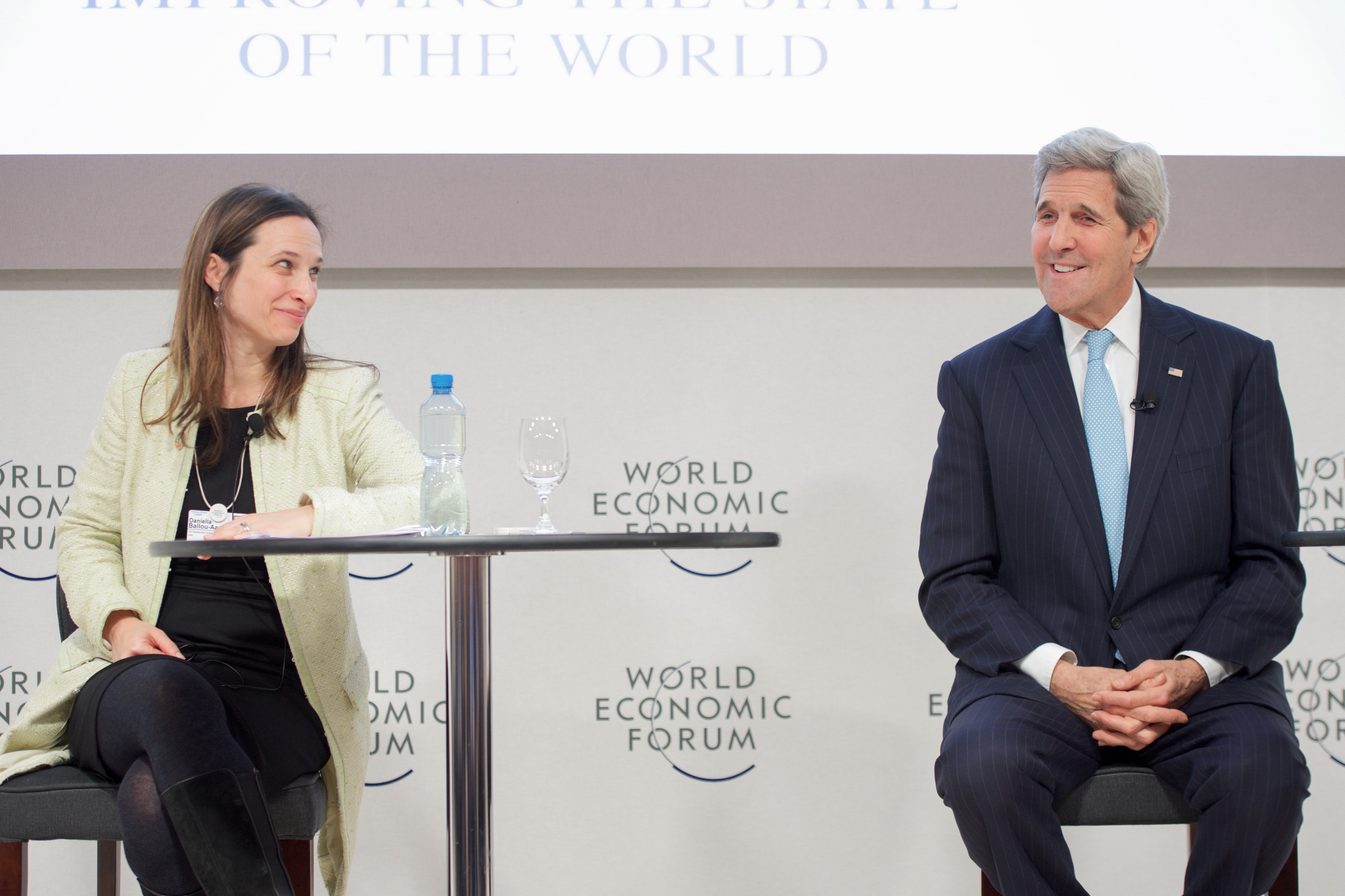
جان کری، وزیر امور خارجه ایالات متحده، در ۲۱ ژانویه ۲۰۱۶، هنگام سخنرانی در مجمع رهبران جوان جهان، در مجمع جهانی اقتصاد در داووس، سوئیس، به همراه دانیلا بالو-آرس، مشاور ارشد توسعه وزارت امور خارجه

رهبران جوان جهانی یا فوروم رهبران جوان جهانی، یک سازمان غیرانتفاعی مستقل است که از ژنو، سوئیس، تحت نظارت دولت سوئیس اداره می‌شود.

## تاریخ
رهبران جوان جهانی که توسط کلاوس شواب از مجمع جهانی اقتصاد در سال ۲۰۰۴ راه اندازی شد توسط هیئتی متشکل از دوازده رهبر جهانی و صنعت، از ملکه رانیای اردن تا ماریسا مایر از یاهو! و یکی از بنیانگذاران ویکی‌پدیا جیمی ولز، اداره می‌شوند. . شواب این گروه را با یک میلیون دلار از جایزه دن دیوید ایجاد کرد، و کلاس افتتاحیه ۲۰۰۵ شامل ۲۳۷ رهبر جوان بود. رهبران جوان جهانی در نشست سالانه قهرمانان جدید که در سال ۲۰۰۷ تأسیس شد و به‌طور غیررسمی به عنوان «داووس تابستانی» شناخته می‌شود، در کنار شرکت‌های رشد جهانی و سایر هیئت‌ها در مجمع جهانی اقتصاد شرکت می‌کنند.

## پذیرش
بروس نوسباوم از بلومبرگ بیزنسویک رهبران جوان جهانی به عنوان «انحصاری‌ترین شبکه اجتماعی خصوصی در جهان» یاد کرده، در حالی که خود این سازمان رهبران انتخاب شده را به عنوان نمایندگی کننده «صدا برای آینده و امیدهای نسل بعدی» توصیف می‌کند.

## فرایند انتخاب
رهبران جوان جهانی که ۷۰ کشور مختلف را نمایندگی می‌کنند توسط فارغ التحصیلان آن برای دوره‌های شش ساله نامزد می‌شوند و در طول فرایند انتخاب در معرض وتو هستند. داوطلبان باید در زمان پذیرش کمتر از ۳۸ سال سن داشته باشند (به این معنی که رهبران جوان فعال ۴۴ ساله و کمتر هستند) و در رشته‌های خود بسیار موفق باشند. در طول این سالها، صدها نفر، از جمله سلبریتی‌های محبوب متعدد، در کنار دارندگان دستاوردهای بالا و نوآوران در سیاست، کسب و کار، دانشگاه‌ها، رسانه‌ها، و هنر صاحب این افتخار شده‌اند.

## اعضا و فارغ التحصیلان
اعضا و فارغ التحصیلان برجسته رهبران جهانی جوان عبارتند از:
- جاسیندا آردرن
- لرا اوئرباخ
- سرگئی برین
- اندرسون کوپر
- بیلگه دمیرکوز
- لئوناردو دیکاپریو
- الافور الیاسون
- فلوریان هنکل فون دونرزمارک
- سباستین کورز
- اشتون کوچر
- جک ما
- امانوئل مکرون
- لری پیج
- مایکل شوماخر
- شارلیز ترون
- لیو تیلمن
- فاسی ذکاء
- مارک زاکربرگ
- سندیپ پی پرک